# Mariusz Błaszczak

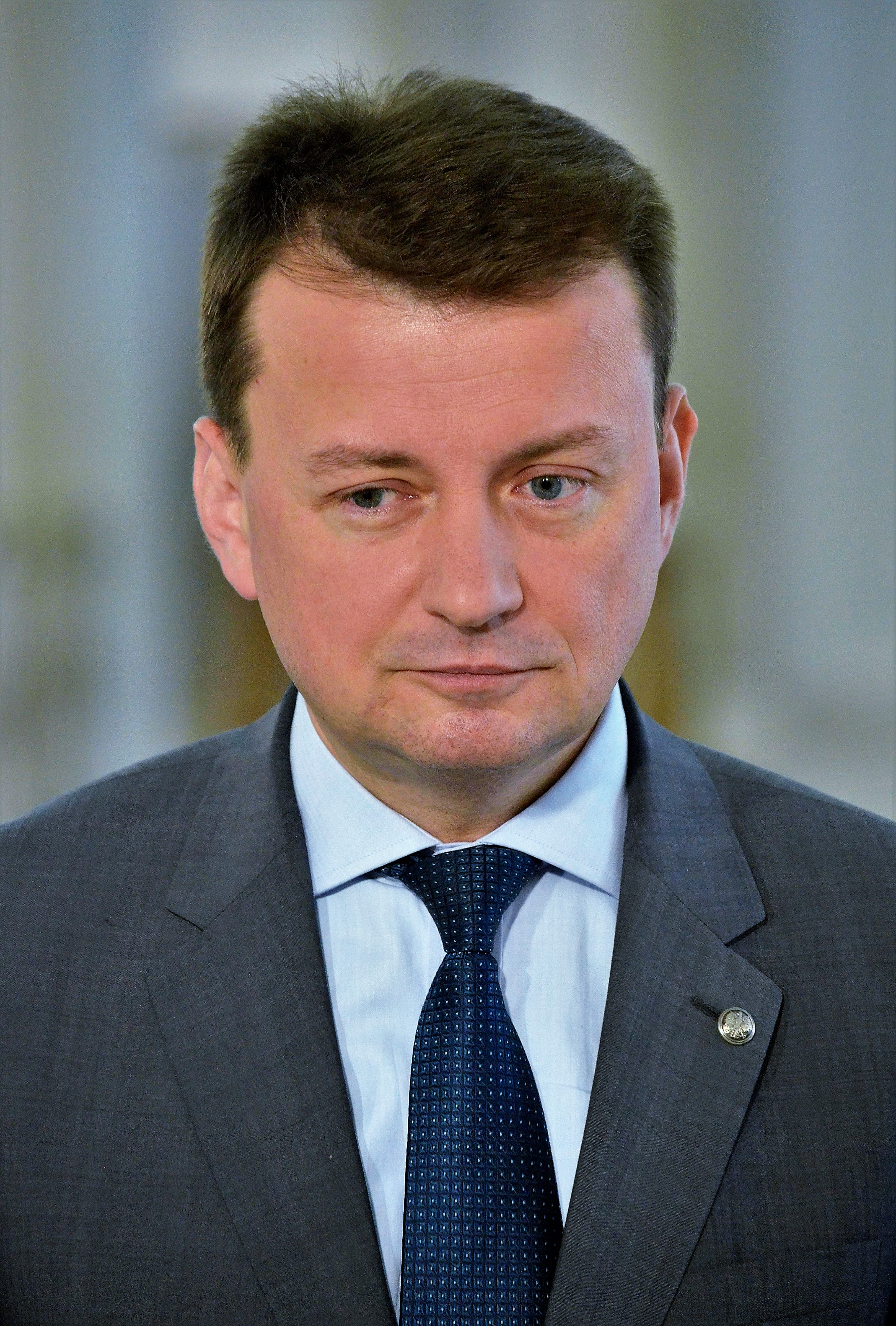
Mariusz Błaszczak (2015)

Mariusz Błaszczak (* 19. September 1969 in Legionowo) ist ein polnischer Politiker und Abgeordneter des Sejm in der 6., 7. und 8. Wahlperiode. Ab November 2015 war er Innenminister im Kabinett Szydło, von Januar 2018 bis Dezember 2023 war er Verteidigungsminister in den Kabinetten Morawiecki I, Morawiecki II und Morawiecki III, seit Juni 2022 außerdem stellvertretender Premierminister.

## Lebenslauf
Błaszczak beendete 1994 sein Studium an der Fakultät für Geschichtswissenschaften der Universität Warschau und ist Absolvent der Landesschule für Öffentliche Verwaltung (2001). Er absolvierte auch Aufbaustudien im Bereich kommunale Selbstverwaltung und regionale Entwicklung (1997) sowie Management in der Verwaltung (2006). Ferner unternahm er ein Praktikum in Irland.
Er gehörte dem Niezależne Zrzeszenie Studentów (Unabhängiger Studentenverband NZS), dem Verein der Katholischen Akademischen Jugend und der Porozumienie Centrum (Zentrums-Übereinkunft – PC) an, danach trat er der Prawo i Sprawiedliwość (Recht und Gerechtigkeit – PiS) bei. Er sitzt im Regionsvorstand dieser Partei für die Woiwodschaft Masowien.
Nach seinem Studium arbeitete er in der kommunalen Verwaltung. In den Jahren 2002 bis 2004 war er Vertreter des Bürgermeisters des Warschauer Distrikts Wola. Im Dezember 2004 wurde er Bürgermeister des Warschauer Distrikts Śródmieście. Im Oktober 2005 wurde er von Premierminister Kazimierz Marcinkiewicz zum Leiter der Kanzlei des Premierministers ernannt. Er erfüllte diese Funktion auch unter Premierminister Jarosław Kaczyński bis zum 4. November 2007 aus.
Vom 24. November 2006 bis zum November 2007 saß er im Sejmik der Woiwodschaft Masowien.
Am 27. März 2007 wurde er von Premierminister Jarosław Kaczyński zum Minister ohne Geschäftsbereich ernannt und am 7. September 2007 aus dieser Funktion entlassen.
Bei den Parlamentswahlen 2007 wurde er für den Wahlkreis Warschau II mit 10.061 Stimmen über die Liste der PiS-Abgeordneter des Sejm. Er ist stellvertretender Vorsitzender der Sejm-Kommission für Staatskontrolle und Mitglied der Kommission für Verwaltung und innere Angelegenheiten.
Am 16. November 2015 wurde  er zum Innen- und Verwaltungsminister im Kabinett von Beata Szydło berufen. Am 9. Januar 2018 übernahm er den Posten des Verteidigungsministers in den drei Kabinetten von Morawiecki bis Dezember 2023; im Juni 2022 war er zudem Kaczyński als Vizepremier für Sicherheitsfragen nachgefolgt. In seinem Ressort lag die Verantwortung für die Koordination der NATO-Hilfen für die Ukraine ab Februar 2022 auf polnischem Boden. 
Im August 2018 diffamierte er Teilnehmer des Christopher Street Day auf Radio Maryja als Sodomiten.